# 安道麦股份
安道麦股份（前称沙隆达股份，深交所：000553/200553，简称：安道麦A/安道麦B），是中國湖北荊州市一間上市公司，第一二大股東為沙隆达控股及ADAMA (共30.75%)，沙隆達控股及ADAMA的最終控股公司為中國化工集團，為一間中央企業。安道麦股份前身為位於湖北省沙市的国营湖北省沙市农药厂，是在1958年成立，1992年更名為沙隆达股份至今。主要業務包括农药化学品、化肥、兽药、饲料及化工产品，热电生产及经营，医药产品、农产品流通，房地产开发，货物、技术、代理进出口等；兼营机械设备及配件、普通机械、金属材料等業務。董事長為李作榮。
2013年，沙隆达股份出售湖北沙隆达天门农化有限公司（1994年成立）予天门市經濟貿易委員會旗下公司，獲利31萬6688元人民幣。
2016年中國化工集團向沙隆达股份出售以色列公司ADAMA 100%股權借殼上市。2019年1月10日，沙隆达股份宣布更名为安道麦股份。

## 代表人物
- 董事長
  - 李作榮 (?－2015)

## 链接
- 沙隆达股份 （页面存档备份，存于）